# Thadée Cisowski
Thadée Cisowski (Łasków, Polonia, 16 de febrero de 1927-Charnay-lès-Mâcon, Francia, 24 de febrero de 2005), nacido como Tadeusz Cisowski, fue un jugador y entrenador de fútbol polaco naturalizado francés. En su etapa como jugador profesional se desempeñaba como delantero. 
Es el quinto máximo goleador histórico de la Ligue 1.

## Selección nacional
Pese a haber nacido en Polonia, jugó para la selección de fútbol de Francia en 13 ocasiones y anotó 11 goles entre 1951 y 1958.

## Clubes

### Como jugador
| Club            | País    | Año       |
| --------------- | ------- | --------- |
| FC Metz         | Francia | 1947-1952 |
| RC Paris        | Francia | 1952-1960 |
| Valenciennes FC | Francia | 1960-1961 |
| FC Nantes       | Francia | 1961-1962 |

### Como entrenador
| Club        | País    | Año       |
| ----------- | ------- | --------- |
| Cholet      | Francia | 1962-?    |
| Homécourt   | Francia | ¿-?       |
| ASPTT Mâcon | Francia | 1969-1972 |

## Palmarés

### Distinciones individuales
| Distinción                       | Año  |
| -------------------------------- | ---- |
| Máximo goleador de la Division 2 | 1951 |
| Máximo goleador de la Division 1 | 1956 |
| Máximo goleador de la Division 1 | 1957 |
| Máximo goleador de la Division 1 | 1959 |